# Тюшка Микола
Мико́ла Тю́шка (псевдо: «Морозенко»; 1923, с. Княжолука, Долинський повіт, Станиславівське воєводство — 28 лютого 1946, с. Станькова, Калуського району, Станіславської області) — командир сотні УПА «Вітрогони».

## Життєпис
Народився 1923 року в с. Княжолука Долинського повіту Станиславівського воєводства (тепер Долинського району Івано-Франківської області) в родині селян. Після закінчення сільської школи працював у господарстві батьків. Вступив до ОУН.
Восени 1943 р. був вояком вишкільного куреня УНС «Гайдамаки», а з березня по липень 1944 р. — Старшинської школи «Олені-1», далі — інструктором-вишкільником самооборонних відділів Калуської округи ОУН. Далі призначений командиром другої чоти в сотні «Опришки» (командир — Володимир Депутат «Довбуш») Групи «Магура» ВО-4 «Говерля» УПА-Захід, з травня 1945 р. — командир першої чоти у відділі 88 «Опришки», у вересні призначений командиром підвідділу 429 (чоти) у відділі 88 «Опришки» ТВ-23 «Магура».
На початку жовтня командуванням ТВ-23 «Магура» переведений до відділу 82 «Вітрогони», щоб очолити відділ. Зібрав і реорганізував сотню, а з 26 грудня 1945 р. офіційно очолив відділ 88 «Опришки» ТВ-23 «Магура».
Загинув 28 лютого 1946 р. в криївці в с. Станькова Войнилівського району Станіславської області (тепер — Калуського району, Івано-Франківської області), де перебував на лікуванні.